# 今川範将
今川 範将（いまがわ のりまさ、生年未詳 - 寛正5年（1464年））は、室町時代中期の武将。足利氏の一門吉良氏の分家・今川氏。遠江今川氏第5代当主。今川貞相の子。子に貞延、足利義政側室。官位は祖父貞臣、父に続いて伊予守。後に陸奥守、治部少輔。没年を長禄3年（1459年）とする説もある。
当初は遠江堀越郷（現在の静岡県袋井市）に居館があったとされる。永享9年（1437年）、今川氏宗家とされていた駿河守護の今川範忠が永享の乱の戦功によって、室町幕府6代将軍足利義教より「天下一苗字」（「今川」姓を範忠の直系子孫である今川氏宗家の独占とする）命令が出されたため、やむなく姓を「堀越」と改めたとされている（堀越改姓の時期については範将死後とする異説もある）。
嘉吉元年（1441年）、かねて対立していた遠江守護斯波氏との火種に加え、甲斐氏が守護所に立て籠もり抗争に発展した。この守護所は見付城となる。なお、この時の挙兵の中心は今川仲秋の子である貞秋で、斯波持種に敗れた貞秋は駿府で自害させられたという（『常光寺年代記』）。長禄3年（1459年）、範将側が起こした局地的な一揆がいよいよ大規模な合戦となり（中遠一揆）、斯波、狩野氏と見付の地で戦いを重ねた。斯波氏も鎮圧の為、朝倉孝景と甲斐敏光を派遣した（後に両者は関東に出陣、寛正2年（1461年）に上洛）。
しかし、決定的な戦果が無いまま膠着化、そのさなかの寛正5年（1464年）に範将が没すると、翌年から遠江で一揆が頻発するなど、東海の雄として長く君臨してきた遠江の今川政権にも弱体化が目立ち始めた。
混乱の中、範将の死をうけ後継は子と伝えられる今川貞延が継いだ。

## 系譜
- 父：今川貞相
- 母：不詳
- 妻：不詳
- 子女
  - 男子：今川貞延
  - 女子：足利義政側室